# Myuriopsis sinica
Myuriopsis sinica là một loài Rêu trong họ Myuriaceae. Loài này được (Mitt.) Nog. mô tả khoa học đầu tiên năm 1950.